# 薛佛影
薛佛影（1905年—1988年），原名薛光照，男，江苏无锡人，中国微雕艺术家，上海特级工艺美术大师。